# Колодийчук, Олег Владимирович
Олег Владимирович Колодийчук (24 февраля 1988, Нефтеюганск, ХМАО, Тюменская область) — российский биатлонист, призёр этапа Кубка IBU, неоднократный чемпион и призёр чемпионата России. Мастер спорта России по биатлону, Мастер спорта России международного класса по лыжным гонкам среди слабовидящих (в качестве спортсмена-лидера).Многократный победитель Ижевской Винтовки  и Кубка России

## Биография
На внутренних соревнованиях выступает за Тюменскую область. Первый тренер — Сергей Николаевич Пономарев, тренеры — Максим Владимирович Кугаевский, Вячеслав Анатольевич Голдинов.

### Юниорская карьера
На чемпионате мира среди юниоров 2007 года в Валь-Мартелло стартовал только в индивидуальной гонке, занял 55-е место.
В сезоне 2006/07 участвовал в гонках юниорского кубка IBU.

### Взрослая карьера
На уровне чемпионата России становился чемпионом в 2012 году в гонке патрулей и в 2013 году в командной гонке, серебряным призёром в 2011 году в гонке патрулей, в 2013 году в гонке патрулей и смешанной эстафете, в 2015 году в суперпасьюте и командной гонке, бронзовым призёром в 2010 году в гонке патрулей, в 2012 году в смешанной эстафете, в 2015 году в гонке патрулей. Также становился призёром чемпионата России по летнему биатлону.
Выступал на Кубке IBU начиная с сезона 2010/11. Дебютировал во взрослых международных соревнованиях 5 февраля 2011 года на шестом этапе в словацком Осрблье и занял с девятью промахами в индивидуальной гонке 42-е место. Свой лучший результат показал 12 февраля 2011 года в болгарском Банско в спринтерской гонке, заняв третье место. Провёл за сезон 2010/11 семь гонок из 17-ти и занял в общем зачёте 23-е место с 188 очками. Также принимал участие в гонках Кубка IBU в сезонах 2011/12 и 2013/14. На этапах Кубка мира не выступал.
В 2014 году на чемпионате Европы в Нове-Место занял 23-е место в индивидуальной гонке. В том же году на чемпионате мира по летнему биатлону в Тюмени занял 22-е место в спринте и 20-е — в гонке преследования.
На зимней Универсиаде 2015 года в Осрбли занял четвёртое место в индивидуальной гонке, 18-е — в спринте, пятое — в пасьюте и 12-е — в масс-старте.
По окончании сезона 2014/15 завершил личную карьеру в биатлоне. Стал «лидером» лыжника-паралимпийца Станислава Чохлаева. В сезоне 2015/16 пара Чохлаев/Колодийчук стали победителями общего зачёта Кубка мира по лыжным гонкам среди слабовидящих спортсменов и чемпионами России.
Окончил Сургутский государственный педагогический университет.